# Camarophyllopsis hiemalis
Camarophyllopsis hiemalis är en svampart som först beskrevs av Singer & Clémençon, och fick sitt nu gällande namn av Arnolds 1986. Camarophyllopsis hiemalis ingår i släktet Camarophyllopsis och familjen Hygrophoraceae.   Inga underarter finns listade i Catalogue of Life.